# Tlogohaji
Tlogohaji is een bestuurslaag in het regentschap Bojonegoro van de provincie Oost-Java, Indonesië. Tlogohaji telt 3437 inwoners (volkstelling 2010).